# Rick Rosenthal
Pour les articles homonymes, voir Rosenthal.
Rick Rosenthal est un réalisateur américain né le 15 juin 1949 à New York. Il se consacre beaucoup à la télévision notamment pour les séries Buffy contre les vampires ou Smallville.

## Filmographie
- 1981 : Halloween 2 avec Jamie Lee Curtis et Donald Pleasence
- 1981 : Fire on the Mountain, téléfilm de Donald Wrye avec Buddy Ebsen et Ron Howard
- 1983 : Bad boys avec Sean Penn
- 1984 : American Dreamer avec JoBeth Williams et Tom Conti
- 1987 : Russkies avec Joaquin Phoenix
- 1987 : Distant Thunder avec John Lithgow
- 1994 : Les Oiseaux 2 (Land's End) avec Tippi Hedren
- 2002 : Halloween : Resurrection avec Jamie Lee Curtis
- 2002 : Buffy contre les vampires (épisodes À la dérive et la Prédiction)
- 2003 - 2008 : Smallville (7 épisodes)
- 2013 : Drones  avec Eloise Mumford et Matt O'Leary